# Leila Shahid

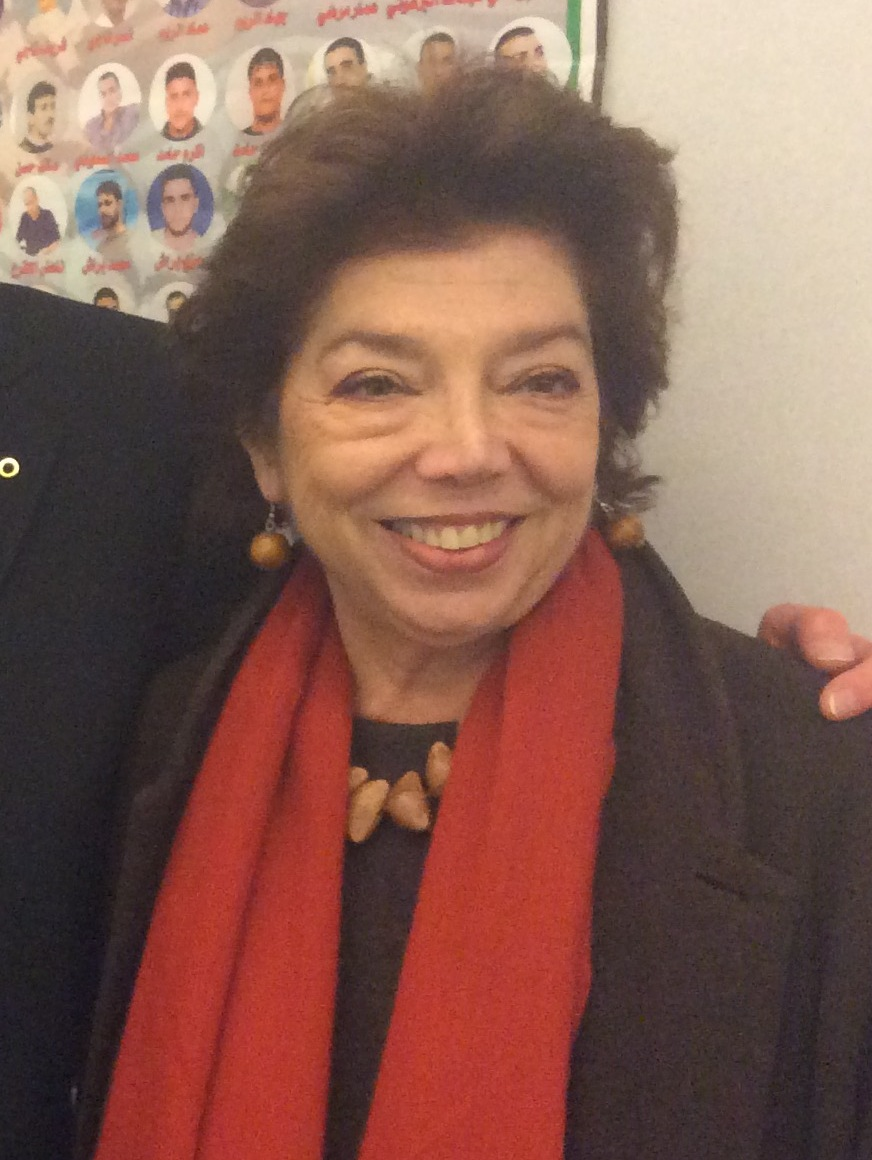
Leila Shahid (2015)

Leila Shahid, sinh năm 1949 tại Beirut, là một nhà ngoại giao người Palestine. Cô là con gái của ông Munib Shahid và bà Serene Husseini Shahid, và vì thế cô cũng mang trong mình nửa dòng màu của họ ngoại Al-Husayni, một dòng họ có uy thế tại Jerusalem. Cha cô đến từ Acre, còn mẹ cô là người Israel, nhưng cô và 2 người chị em gái của mình, Maya và Zeina, lại lớn lên ở Liban trong thời gian tị nạn.
Leila Shahid theo ngành nghiên cứu nhân học và tâm lý học tại Đại học Hoa Kỳ Beirut. Sau khi học xong tại Beirut, Leila làm việc trong các trại tị nạn của người Palestine cho đến năm 1974, cô bắt đầu học lấy bằng tiến sĩ nhân chủng học ở Paris. tại đây, cô gặp Jean Genet, người sau đó đã cùng cô trở lại Beirut vào năm 1982. Năm 1976, cô được bầu làm chủ tịch Liên minh Du học sinh Palestine tại Pháp.
Năm 1977, cô kết hôn với nhà văn người Maroc Mohammed Berrada và định cư tại đây cho đến năm 1986. Vào tháng 9 năm 1982, Shahid và Jean Genet đã đến Beirut. Họ đã đến đây vào đúng thời điểm xảy ra cuộc thảm sát Sabra và Shatila. Leila Shahid là người phụ nữ đầu tiên trở thành đại sứ của Palestine. Cô là đại diện chính thức của Tổ chức Giải phóng Palestine ở Ireland từ năm 1989, tại Hà Lan (1990) và cuối cùng là Pháp kể từ năm 1993.
Năm 2016 trở đi, cô là Tổng đại biểu Palestine tại EU, Bỉ và Luxembourg.